# 井上茂 (法哲学者)
井上 茂（いのうえ しげる、1916年9月26日 - 2001年）は、日本の法学者。専門は法哲学。第8代お茶の水女子大学学長。日本法哲学会理事長。

## 経歴
兵庫県に生まれる。1935年福岡県中学修猷館、1938年旧制福岡高等学校文科甲類を経て、1942年東京帝国大学法学部法律学科を卒業。その後、3年間兵役に就いた後、1945年11月、東京大学大学院（法理学専攻）に進む。東大では尾高朝雄の門下であった。
1949年、お茶の水女子大学講師となり、その後、同大学にて、助教授、教授、1967年、文教育学部長、1976年、博士課程人間文化研究科長を経て、1979年2月、お茶の水女子大学学長に就任し、1982年2月まで務めている。また、1961年から1962年にかけて、オックスフォード大学において法哲学を研究している。
傍ら、1954年、早稲田大学法学部非常勤講師・法哲学担当を経て、1982年には同客員教授となり、1987年まで務めている。1962年、東京大学より法学博士の学位を授与される。1965年、中央大学法学部非常勤講師・法哲学担当となり、1977年まで務めている。
1975年、日本法哲学会理事長に就任し、1979年まで務めている。
1991年、湘南国際女子短期大学の学長に就任。

## 著作
- 『法の根底にあるもの』、有斐閣、1989年
- 『法哲学』、岩波書店、1981年
- 『人権叙説』、岩波書店、1976年
- 『法秩序の構造』、岩波書店、1973年
- 『法哲学研究』、全4巻、有斐閣、1971-1986年
- 『現代法―思想と方法』、日本放送出版協会、1970年
- 『現代法の思想』、岩波書店、1970年
- 『法規範の分析』、有斐閣、1967年
- 『自然法の機能―思想史的考察』、勁草書房、1961年
- 『司法権の理論』、有斐閣、1960年
- 『自然法思想の論理と機能』、勁草書房、1958年
- 『実定法秩序の体系的構造』、勁草書房、1958年

### 共著・編著
- 『講義法哲学』、矢崎光圀、田中成明と共編、青林書院新社、1982年
- 『法律学概論』、福田平、渡辺洋三と共編、青林書院新社、1981年
- 『演習法律学概論』、矢崎光圀と共編、青林新社、1973年
- 『法哲学講義』、矢崎光圀と共編、青林新社、1970年
- 『法学のすすめ』、潮見俊隆と共著、筑摩書房、1968年
- 『現代法の思想』、井上茂編、岩波書店、1966年
- 『法学概論』、小林直樹、松下輝雄と共編、青林新社、1954年

### 翻訳
- E・H・カー『危機の二十年 1919-1939』、岩波書店、1952年、新版1992年。岩波文庫、1996年